# Castillo-Palacio de Magalia
El Castillo-Palacio de Magalia  es un centro de creación artística y espacio de encuentros culturales del Instituto Nacional de las Artes Escénicas y de la Música (INAEM), organismo dependiente del Ministerio de Cultura. Esta construcción mayoritariamente renacentista está situada en la localidad de Las Navas del Marqués, en la provincia de Ávila, España. Fue erigido en su mayoría en la primera mitad del XVI y declarado Monumento Histórico-Artístico en 1931. Actualmente está catalogado como Bien de Interés Cultural (BIC).

## Historia y Arquitectura

Patio del castillo.

Capilla.

El edificio responde mayoritariamente a los cánones del Renacimiento, aunque incorpora elementos de distintas épocas. Entre sus particularidades arquitectónicas destacan sus dos bóvedas planas en la torre de la biblioteca, consideradas una rareza técnica de su tiempo. Estas son coetáneas a las del Monasterio de El Escorial y, según cuenta la tradición, el propio Felipe II habría desestimado replicarlas allí por temor a su posible colapso.
El Castillo-Palacio se asienta parcialmente sobre roca virgen, visible en algunas zonas del patio porticado, lo que lo convierte en uno de los pocos ejemplos de castillo rocoso que se conservan en pie. El conjunto integra también galerías de estilo gótico-mudéjar, escudos medievales, y una capilla con pinturas cubistas del siglo XX del artista Francisco Farreras.

## Estilo

Vista del edificio.

La denominación de Castillo - Palacio refleja la dualidad arquitectónica del edificio, concebido como una residencia renacentista sin renunciar del todo a su función defensiva. Buena muestra de ello es el torreón de planta circular, cuya base se remonta al XI.La fachada principal presenta balcones volados, ventanas renacentistas y una puerta de entrada con arco de medio punto. En el interior destacan el zaguán de piedra, dos ventanas renacentistas, dos puertas con arco conopialy un notable banco de piedra con dedicatoria de los primeros marqueses.
El patio porticado se organiza en dos niveles: la galería inferior cuenta con veinticuatro arcos sobre columnas jónicas decoradas con los escudos de las casas Dávila y Córdoba, mientras que la superior se compone de igual número de columnas arquitrabadas de estilo dórico. En uno de los torreones se encuentran las dos mencionadas bóvedas planas, únicas en el mundo junto con la del Real Monasterio de El Escorial.
El Castillo Palacio de Magalia cuenta con diversas obras en depósito pertenecientes al Museo del Prado, entre las que destacan los óleos “Carreta de bueyes” de Ramón Bayeu, la serie de “La Caza” de José del Castillo, o “El Invierno” de Jacopo Amigomi. Además, en su propio patrimonio cuenta con obras artísticas de gran valor como los “Naipes” de Pancho Cossío, la serie de “Las Cuatro Estaciones” de la pintora madrileña Rosario de Velasco, o una copia anónima del XIII de un cuadro de El Veronés.
Además de las obras pictóricas, Magalia alberga otros objetos de valor como un cipo funerario romano, un bargueño del XIII, un baúl de estilo gótico catalán, y varios relicarios, entre los que se encuentra uno con la firma manuscrita de Santa Teresa. La mayoría de las piezas están expuestas en el Salón de Honor del Castillo, al que puede accederse mediante las visitas guiadas que organiza el Ayuntamiento de las Navas del Marqués.

## Usos Contemporáneos
Durante décadas, el Castillo-Palacio de Magalia estuvo dedicado a convenciones y congresos. Desde febrero de 2023 hasta julio de 2025 permaneció cerrado al público para acometer reformas dirigidas a su adaptación como centro de creación artística. La reapertura como centro artístico en julio de 2025, impulsada por el Instituto Nacional de las Artes Escénicas y de la Música (INAEM), se enmarca en un nuevo Plan Director que define su uso como espacio de referencia para las artes escénicas y la música.
El complejo cuenta con 38 habitaciones, tres salas de ensayo, un estudio de danza, una sala de conciertos, un salón de reuniones y una biblioteca, y está destinado a residencias artísticas, estancias profesionales y actividades de mediación cultural. Las residencias artísticas, financiadas por el INAEM, ofrecen a creadores y compañías mediante convocatoria pública la posibilidad de desarrollar un proyecto en el espacio. .
Magalia también acoge iniciativas de otras unidades del INAEM y reuniones profesionales del Ministerio de Cultura.

## Actividad Cultural
El Castillo Palacio de Magalia cuenta con una agenda cultural, derivada de las líneas de creación e investigación implementadas.  Además, cada verano, el Castillo-Palacio colabora con el Festival de Música de Las Navas del Marqués, acogiendo desde 2024 el ciclo “Las matinés en el castillo”, con conciertos matinales los sábados de julio. El Ayuntamiento de las Navas del Marqués, a través de su marca “Turismo las Navas”  organiza además visitas guiadas al espacio. 